# Агирре, Жан-Мишель
Жан-Мишель Агирре (фр. Jean-Michel Aguirre; род. 2 ноября 1951, Тостат) — французский регбист и регбийный тренер.

## Карьера

### Клубная карьера
На протяжении всей своей игровой карьеры Агирре «Стад Баньере». В ранние годы он выступал на поле как полузащитник, но позднее был переведён на позицию защитника, на которой и выступал всю оставшуюся карьеру. Вместе с командой в 1979 и 1981 годах доходил до финала чемпионата Франции, но так и не смог стать обладателем чемпионского титула.

### Карьера в сборной
27 ноября 1971 года провёл свой первый матч у составе сборной Франции против команды Австралии. Всего в составе национальной команды принял участие в 39 матчах, заработав 123 очка.

### Тренерская карьера
В 1989 году был назначен главным тренером французского регбийного клуба «Бенеттон», в котором проработал на протяжении двух лет. Несколько лет спустя Агирре возглавил «Сексьон Палуаз», где так же отработал два года, после чего завершил тренерскую деятельность.

## Внешние ссылки
- Жан-Мишель Агирре на сайте Федерации регби Франции[англ.]
- Жан-Мишель Агирре на сайте клуба «Барбарианс»
- Жан-Мишель Агирре на сайте ESPN